# Izō Hashimoto
Izō Hashimoto (橋本 以蔵, Hashimoto Izō) est un réalisateur et scénariste japonais né la 21 février 1954. Il a notamment cosigné avec Katsuhiro Ōtomo le scénario du film d'animation Akira. Il est également l'auteur du manga Coq de combat.

## Filmographie sélective

### Comme scénariste
- 1985 : Sukeban deka II: Shōjo tekkamen densetsu (live action)
- 1987 : To-Y
- 1988 : Akira (アキラ?) de Katsuhiro Ōtomo
- 1989 : CF Girl (ｃｆガール, CF gāru?)
- 1989 : Lucky Sky Diamond
- 1992 : Shiryō no wana 2 : Hideki
- 1995 : Teito monogatari gaiden

### Comme réalisateur
- 1989 : CF Girl (ｃｆガール, CF gāru?)